# 奇亞爾卡爾卡帕塔山
13°50′04″S 70°34′57″W / 13.83444°S 70.58250°W
奇亞爾卡爾卡帕塔山（Chiajarjapata），是秘魯的山峰，位於該國東南部普諾大區，由卡拉瓦亞省的科拉尼區負責管轄，屬於韋爾卡努塔山脈的一部分，海拔高度5,014米。